# Blok 58
Blok 58 is een aardolieconcessie in het Surinaamse deel van de zeebodem van de Atlantische Oceaan. Het blok ligt ten noorden van Nickerie en grenst aan het Guyanese deel van de zeebodem.
Op 23 december 2019 werd bekend dat Total Energies een overeenkomst getekend had met Apache Corporation (APA) voor een 50-50 samenwerking voor de exploitatie van Blok 58. Het blok ligt in het verlengde van het Stabroek-blok in de Guyanese wateren, waar eerder grote vondsten gedaan waren.
De eerste proefboring in de Maka-1 boorput in ongeveer 1.000 m diep water bracht bemoedigende resultaten voort. Niet lang daarna op 7 januari 2020 werd bekendgemaakt dat de proefboring in een aardlaag uit het Campanien, het late Krijt in Maka Central-1 grote hoeveelheden hoogwaardige lichte olie en gas had aangetoond. Er werd aangekondigd dat er ook in Sapakara West-1 een proefboring zou worden uitgevoerd. In april en juli van dat jaar volgden nog twee zulke aankondigingen van Sapakara West en de KwasKwasi-1 boorput. Het was daarmee duidelijk dat het gebied een aanzienlijke hoeveelheid aardolie van hoge kwaliteit kon leveren.
Sindsdien is exploitatie van het reservoir in voorbereiding. Er werd later 18 km ten zuidoosten van Sapakara South nog een bron aangeboord, Krabdagu-1. Een andere proefboring Keskesi-1 leverde geen exploiteerbare hoeveelheid op en werd opgegeven.
In september 2023 maakte TotalEnergies concrete plannen bekend om de olie te gaan winnen. Na diverse boringen is de hoeveelheid winbare olie getaxeerd op 700 miljoen vaten in de twee velden. Op basis van een olieprijs van US$ 80 per vat, vertegenwoordigt dit een waarde van US$ 56 miljard. De velden liggen in een waterdiepte van 100 tot 1000 meter. Het plan gaat uit van een Floating Production, Storage and Offloading (FPSO), met een capaciteit van 200.000 vaten olie per dag. Het gas wat eventueel mee naar boven komt, zal in het veld terug worden geïnjecteerd. De investering wordt geraamd op US$ 9 miljard. Eind 2024 wordt een definitief besluit genomen, gaat alles door dan zal in 2028 de productie aanvangen.

## Overzicht
Hieronder volgt een overzicht van de vondsten in blok 58:
Olie
- Januari 2020: Maka Central-1[6][7]
- April 2020: Sapakara West-1[8]
- Juli 2020: Kwaskwasi-1[9]
- Januari 2021: Keskesi East-1[10]
- Juli 2021: Sapakara South-1[11]

Spelers:
Staatsolie Maatschappij Suriname · Tout Lui Faut-raffinaderij · Energie Autoriteit Suriname · Suriname Energy, Oil & Gas Summit · Suriname Energy Chamber · Caribbean Energy Chamber
Onshore:
Calcutta-olieveld ·
Tambaredjo-olieveld ·
Tambaredjo Noordwest
Offshore:
Blok 52 ·
Blok 53 ·
Blok 58